# Asplenium venturae
Asplenium venturae är en svartbräkenväxtart som beskrevs av Alan Reid Smith. Asplenium venturae ingår i släktet Asplenium och familjen Aspleniaceae. Inga underarter finns listade.